# 郑家建
郑家建（1969年2月—），男，汉族，福建福鼎人，中国现代文学研究家，中国民主促进会会员、第十三届全国人民代表大会福建省代表。

## 生平
2018年，郑家建被选为福建省出席第十三届全国人民代表大会代表。
2024年12月，任福建师范大学校长